# Neverita josephinia
Neverita josephinia Risso, 1826, conosciuta in Italia come Natica, è un mollusco gasteropode marino della famiglia Naticidae.

## Descrizione

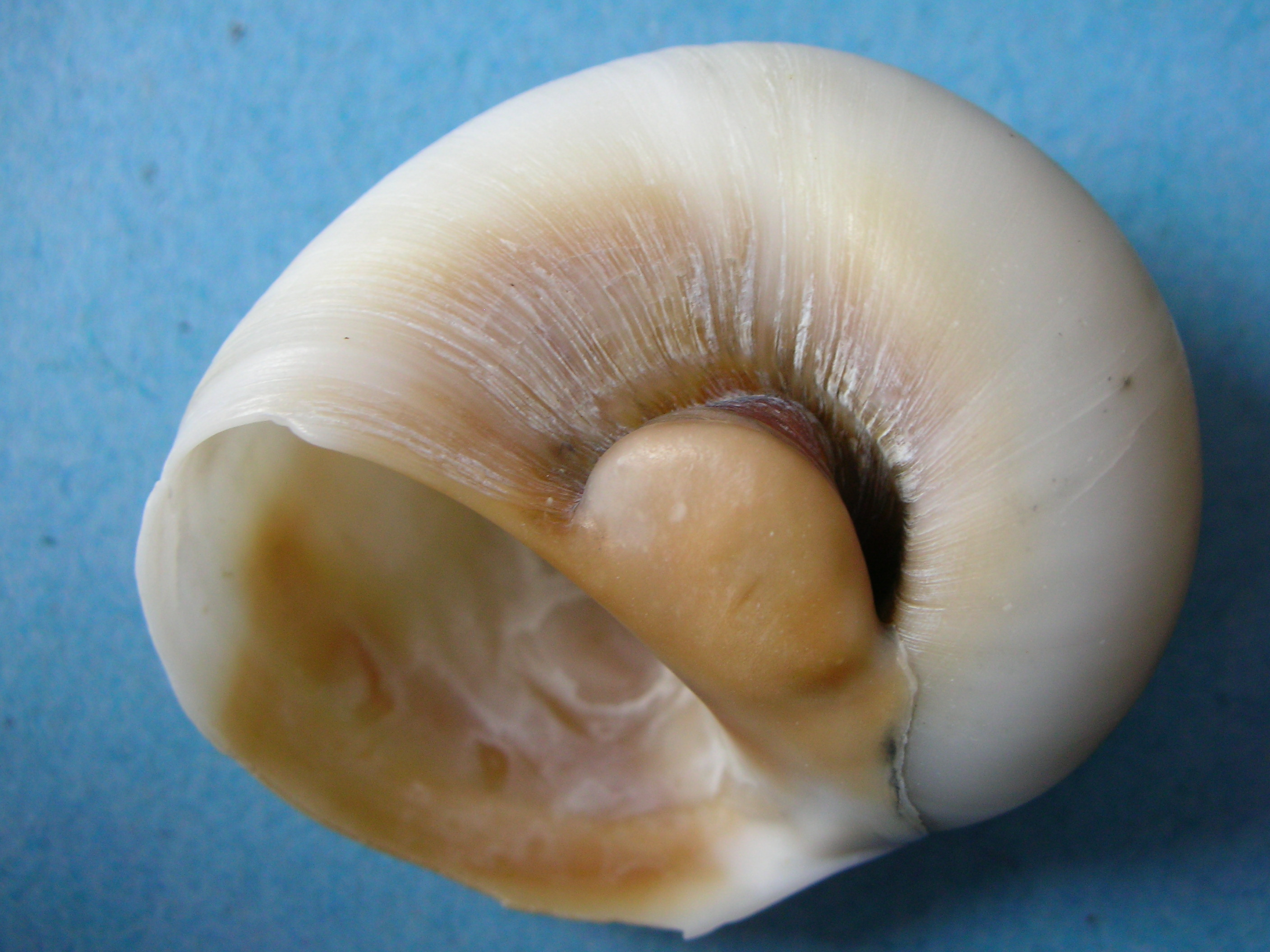

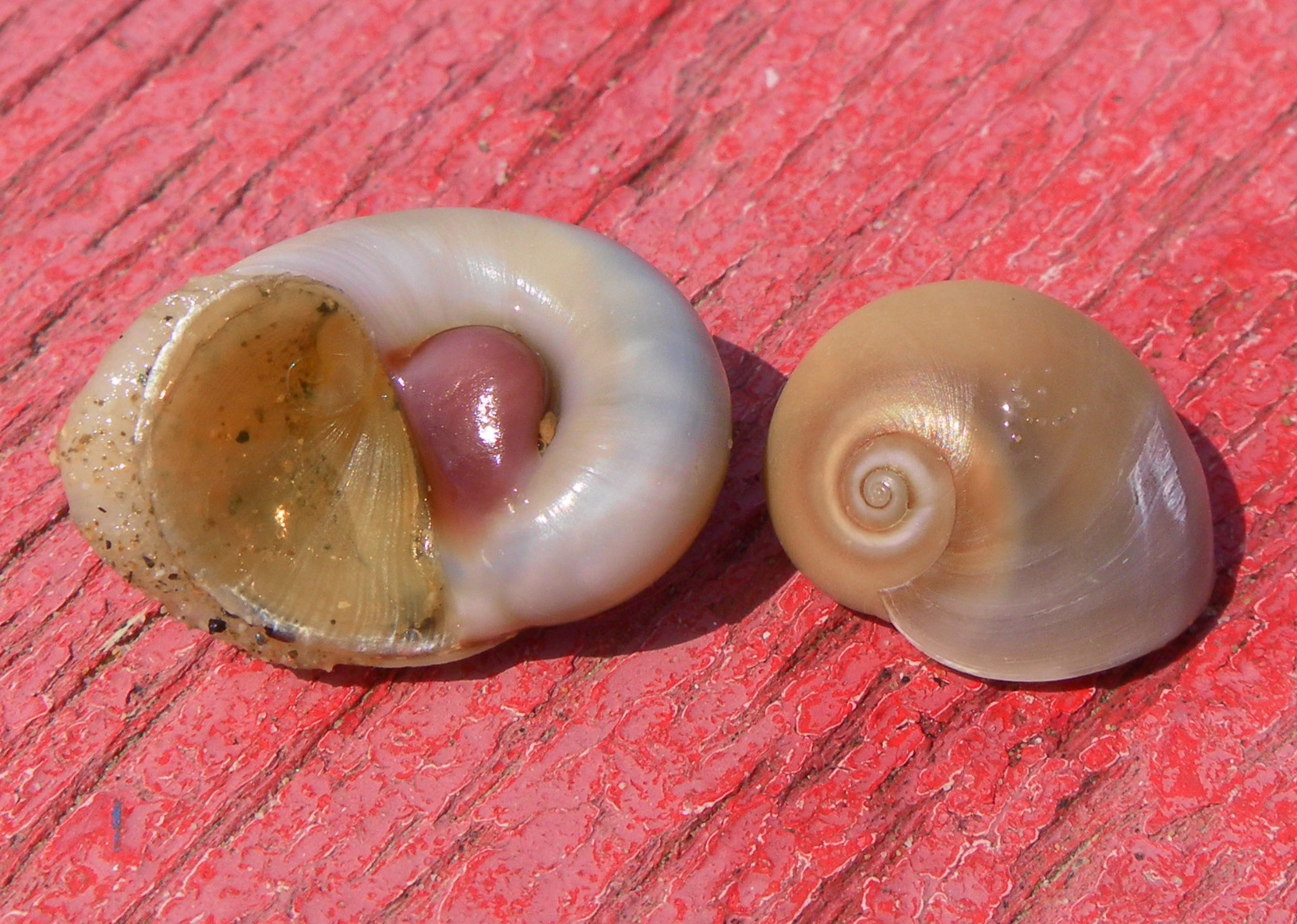
Esemplari vivi

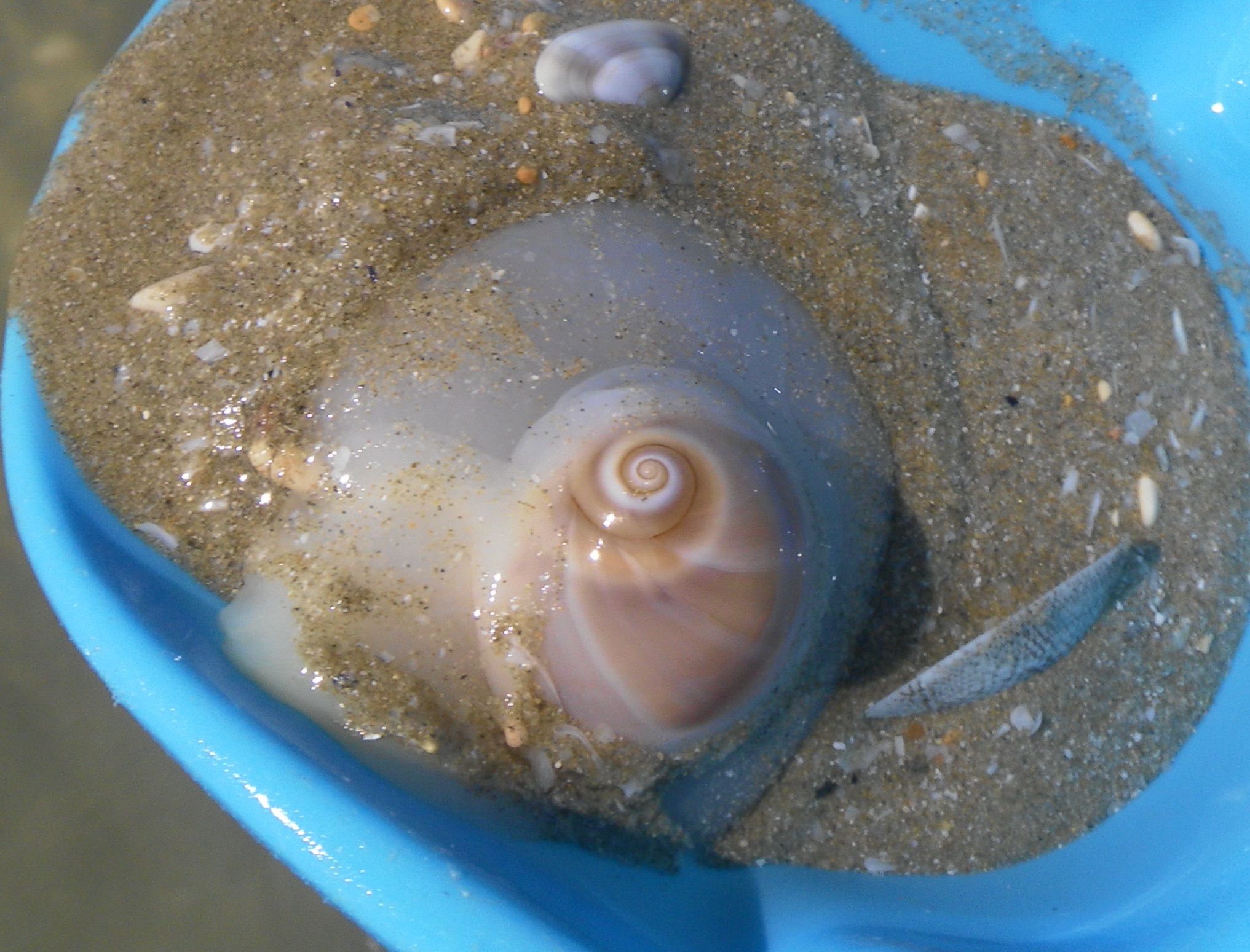
Esemplare vivo

È caratterizzato da una conchiglia di 20–35 mm, a forma naticoide, con una spira poco elevata e una base ampia, dove l'ombelico è quasi del tutto coperto da un grosso e vistoso callo di colore bruno. L'opercolo è corneo e viene ruotato all'indietro di 180° verso la conchiglia quando l'animale esce dal guscio.
Il mollusco è caratterizzato da un colore bianco limpido, con un piede circolare piuttosto grande che si estende anche superiormente a ricoprire quasi interamente il guscio. La parte frontale dell'animale presenta due piccoli tentacoli (o antenne), non necessariamente sempre estroflessi.

## Distribuzione e habitat
Questa specie, comune nel Mediterraneo, abbondante nel Medio e parte dell'Alto Adriatico fino a 10 metri di profondità, preferisce zone ricche di nutrimento e acque calme e fondali limosi.

## Sottospecie
- Neverita josephinia philippiana  Recluz, caratterizzata dalla spira più elevata[3]
- Neverita josephinia coelata Recluz, caratterizzata dal callo più esteso.[4]

## Nomi comuni
- (EN)  Josephine's Moon snail
- (FR)  Natice josephine
- (ES)  Caracol josefina